# Adam Wondrausch
Adam Kazimierz Wondrausch (ur. 1904, zm. 24 stycznia 1977 w Lublinie) – polski chemik, specjalista w dziedzinie rolnictwa.

## Życiorys
W 1927 ukończył studia na Wydziale Rolniczo-Lasowym Akademii Rolniczej w Dublanach, a następnie do 1939 pracował tam jako starszy asystent. Po 1945 zamieszkał we Wrocławiu i pracował na Wydziale Rolniczym połączonych Uniwersytecie i Politechnice Wrocławskiej, w 1949 uzyskał tam stopień doktora nauk chemicznych. Od 1949 pracował w charakterze profesora w Katedrze Chemii Rolnej na Uniwersytecie Marii Curie-Skłodowskiej w Lublinie. W latach 1958–1960 i 1961-1963 przewodniczył lubelskiemu oddziałowi Polskiego Towarzystwa Gleboznawczego.
W 1952 został odznaczony Złotym Krzyżem Zasługi